# 豊川警察署
豊川警察署（とよかわけいさつしょ）は、愛知県警察が管轄する警察署の1つである。

## 所在地
- 愛知県豊川市諏訪3丁目245番地

## 管轄区域
- 豊川市

## 沿革
- 1879年 - 宝飯郡御油町に宝飯郡を管轄区域とする御油警察署が設置される[1]。
- 1945年4月15日 - 豊川市国府町に移転し、豊川警察署と改称する[2]。
- 1948年 - 旧警察法制定により、豊川市および宝飯郡では愛知県国家地方警察の宝飯地区警察署と自治体警察の豊川市警察（使用建物：旧豊川警察署）、小坂井町警察、御津町警察、三谷町警察、蒲郡町警察、形原町警察が発足する[3]。
- 1951年10月1日 - 旧警察法一部改正を受けて小坂井町警察、御津町警察、形原町警察が廃止され、宝飯地区警察署に編入される[4]。
- 1954年
  - 4月1日 - 蒲郡町・三谷町・塩津村が合併して蒲郡市が発足したことに伴い、蒲郡市警察が発足[5]。
  - 7月1日 - 新警察法制定により宝飯地区警察署・豊川市警察・蒲郡市警察は廃止され、豊川市、蒲郡市および宝飯郡では愛知県警察の豊川警察署と蒲郡警察署が設置された[6]。豊川警察署の管轄区域は豊川市と宝飯郡御油町・赤坂町・長沢村・萩村・一宮村・前芝村・小坂井町・御津町・大塚村[6]。
- 1965年4月5日 - 豊川市市田町諏訪新畑47番地に庁舎を新築して移転[7]。
- 2023年9月19日 - 同じ敷地内に庁舎を新築し、使用開始予定[8]。

## 組織
- 警務課
  - 警務係
  - 住民サービス係
  - 留置管理係
- 会計課
  - 会計係
- 生活安全課
  - 生活安全係
  - 少年係
  - 保安係
- 地域課
  - 地域総務係
  - 地域(第一係～第三係)
  - 特別警戒隊
- 刑事課
  - 刑事総務係
  - 強行(第一係・第二係)
  - 盗犯係
  - 鑑識係
  - 知能係
  - 暴力薬物係
- 交通課
  - 交通総務係
  - 指導取締係
  - 事故捜査係
- 警備課
  - 警備係

## 交番
括弧の中は所在地
- 国府交番（豊川市国府町上坊入45の3）
- 八幡交番（豊川市八幡町鐘鋳場125番地2）
- 稲荷通交番（豊川市豊川町1番地）
- 南大通交番（豊川市千歳通4丁目16の3）
- 三蔵子交番（豊川市本野町東浦36番地）
- 小坂井交番（豊川市小坂井町西浦73番地）
- 御津交番（豊川市御津町西方九策29番地8）

## 駐在所
括弧の中は所在地
- 三上駐在所（豊川市三上町新井58番地）
- 長沢駐在所（豊川市長沢町午新136番地2）
- 赤坂駐在所（豊川市赤坂町東平山43番地5）
- 東上駐在所（豊川市東上町柿木平13番地3）
- 金沢駐在所（豊川市金沢町金山3番地6）
- 一宮駐在所（豊川市一宮町亥子角55番地6）

## 主な未解決事件
- 豊川市平尾町地内における男性被害強盗殺人事件[9]